# Iberochondrostoma lusitanicum
Iberochondrostoma lusitanicum är en fiskart som först beskrevs av Collares-pereira, 1980.  Iberochondrostoma lusitanicum ingår i släktet Iberochondrostoma och familjen karpfiskar. IUCN kategoriserar arten globalt som akut hotad. Inga underarter finns listade i Catalogue of Life.